# Anne Parillaud
Anne Parillaud (París, 6 de mayo de 1960) es una actriz francesa de cine y televisión. Con una trayectoria artística iniciada en 1977, ha interpretado notables papeles, entre los cuales destaca internacionalmente el filme Nikita (1990), por el cual obtuvo el premio César 1991 a la mejor actriz y el premio David de Donatello 1991 a la mejor actriz extranjera. También obtuvo el premio Festival du Film de París 2004, a la mejor actriz por el filme Deadlines (2004).

## Trayectoria profesional
Nacida en París, adjunto a sus estudios asistió a clases de ballet y aspiraba a realizar una carrera para graduarse de abogada. Su primera aparición en cine fue como extra en la película Un amour de sable (1977). Al año siguiente, obtuvo un rol en el filme L'hôtel de la plage (1978), que la decidió a dedicarse profesionalmente al cine.
Participó en los siguientes años en Écoute Voir (1978) junto a Catherine Deneuve, Cuatro chicas (1980) del director Just Jaeckin; y Patrizia (1980), películas del género erótico que le dieron un carácter como actriz, de adolescente promiscua; participó además en una película para televisión Le temps d'une Miss (1980). Actuó también en dos películas dirigidas por Alain Delon: Por la piel de un policía (1981) y Le battant (1983).
De 1983 a 1987, actuó en cuatro películas para televisión: L'intoxe (1983) junto a Jeanne Moreau; Vincente (1985), À nous les beaux dimanches (1986); en la producción italiana Nessuno torna in dietro (1987) junto a Jacques Perrin; en Juillet en septembre (1988), y en la producción italiana ¿Qué hora es? (1989) de Ettore Scola, junto a Marcello Mastroianni.
La década de 1990 comenzó con su lanzamiento al estrellato internacional con el filme clásico Nikita (1990), dirigida por Luc Besson, su entonces esposo, que la hizo ganar dos importantes premios internacionales: el premio César 1991 a la mejor actriz, y el premio David de Donatello 1991 a la mejor actriz extranjera. El éxito del filme en los Estados Unidos la motivó a trasladarse a ese país para filmar Innocent Blood (1992) del director John Landis.
Al año siguiente participó en la producción internacional Map of the Human Heart (1993), que obtuvo una mención especial en el Tokyo International Film Festival.
De regreso en Francia en 1994, participó en Seis días, seis noches (1994), en la producción internacional Frankie y las estrellas (1995), El hombre de la máscara de hierro (1998), Shattered Image (1998) de Raúl Ruiz y en Une pour toutes (1999) de Claude Lelouch, entre otras.
En la década de 2000, ha seguido participando en otros filmes, entre las cuales destaca Deadlines (2004), por la cual ganó el premio Festival du Film de Paris a la mejor actriz.

## Vida privada
Anne Parillaud es muy celosa de su vida privada y no suele comentar cosas que no sean profesionales. Sobre su papel en Nikita afirma que si bien le dedicó mucho tiempo a la preparación del personaje, este no tiene nada de ella misma, además detesta las armas, las artes marciales y la violencia. Prefiere la buena conversación con sus amigos y el baile en su vida. El baile le permite mantener su agilidad, de la cual hizo gala en Nikita. Profesionalmente es muy selectiva cuando tiene que elegir un papel cinematográfico. Siempre ha buscado papeles en películas que tengan un trasfondo que la toquen emocionalmente, pero ha sido generalmente encasillada en papeles de acción. Ha actuado en distintos géneros cinematográficos: thriller, comedias, policíacas, horror, demostrando su versatilidad profesional.
A comienzos de la década de 1980, tuvo una relación sentimental con Alain Delon que duró un par de años.
En 1986, se casó con el director Luc Besson, con quien tuvo a su hija Juliette, nacida en 1987. 
El 12 de mayo de 2005, se casó con Jean Michel Jarre, del que se separó en 2010.
Tiene su residencia en París.